# Юлія Швайгер-Найдіч
Юлія Швайгер-Найдіч (20 жовтня, 1994, Вінниця) — українська, пізніше ізраїльска шахістка. Чемпіонка Ізраїлю серед жінок у 2018, 2021 та 2022 роках. Член жіночої збірної Ізраїлю з шахів.

## Життєпис
До 2012 року Юлія представляла Україну. Того ж року почала виступати за жіночу збірну Ізраїлю. На командному чемпіонаті Європи 2013 року у складі збірної Ізраїля Юлія виграла бронзову медаль серед шахісток, які виступали на четвертій шахівниці. У жовтні 2014 року вона одружилась із шаховим гросмейстером Аркадієм Найдічем.